# David Wise (kompositör)
David Wise (ofta kallad Dave Wise eller D. Wise), född 13 september 1967, är en brittisk spelmusikkompositör. Han började sin bana som kompositör hos Rare (1985–1994), och hans musik kan höras i många Rare-utvecklade titlar.

## Spelmusik
1987
- Slalom (NES)
- Wizards & Warriors (NES)

1988
- RC Pro-Am (NES)
- Wheel of Fortune (NES)
- Jeopardy! (NES)
- Anticipation (NES)

1989
- Marble Madness (NES)
- World Games (NES)
- WWF WrestleMania (NES)
- Sesame Street 123 (NES)
- John Elway's Quarterback (NES)
- California Games (NES)
- Taboo: The Sixth Sense (NES)
- Sesame Street ABC (NES)
- Hollywood Squares (NES)
- Who Framed Roger Rabbit (NES)
- Jordan vs. Bird: One on One (NES)
- Cobra Triangle (NES)
- Ironsword: Wizards & Warriors II (NES)
- Wheel of Fortune Junior Edition (NES)
- Jeopardy! Junior Edition (NES)
- Silent Service (NES)

1990
- Double Dare (NES)
- Wheel of Fortune Family Edition (NES)
- Jeopardy! 25th Anniversary Edition (NES)
- The Amazing Spider-Man (Game Boy)
- Captain Skyhawk (NES)
- Pin*Bot (NES)
- Snake Rattle 'n' Roll (NES)
- Wizards & Warriors X: The Fortress of Fear (Game Boy)
- NARC (NES)
- A Nightmare on Elm Street (NES)
- Super Glove Ball (NES)
- Cabal (NES)
- Time Lord (NES)
- Arch Rivals (NES)
- WWF WrestleMania Challenge (NES)
- Solar Jetman: Hunt for the Golden Warpship (NES)

1991
- Digger T. Rock (NES)
- WWF Superstars (Game Boy)
- Battletoads (NES)
- Battletoads (Game Boy)
- Beetlejuice (NES)
- Super RC Pro-Am (Game Boy)
- High Speed (NES)
- Sneaky Snakes (Game Boy)
- Sesame Street ABC & 123 (NES)

1992
- Wizards & Warriors III: Kuros: Visions of Power (NES)
- Beetlejuice (Game Boy)
- Danny Sullivan's Indy Heat (NES)
- RC Pro-Am II (NES)
- Championship Pro-Am (Mega Drive)

1993
- Battletoads (Mega Drive, Game Gear)
- Battletoads & Double Dragon (NES, Mega Drive, SNES, Game Boy)
- Battletoads in Battlemaniacs (SNES)
- Battletoads in Ragnarok's World (Game Boy)
- X The Ball (Arkad)
- Snake Rattle 'n' Roll (Mega Drive)

1994
- Monster Max (Game Boy)
- Battletoads (Arkad)
- Donkey Kong Country (SNES) (med Robin Beanland och Eveline Fischer)[2]

1995
- Donkey Kong Land (Game Boy) (med Graeme Norgate)
- Donkey Kong Country 2: Diddy's Kong Quest (SNES)

1996
- Donkey Kong Country 3: Dixie Kong's Double Trouble! (SNES) (med Eveline Fischer)[3]

1997
- Diddy Kong Racing (N64)

2000
- Donkey Kong Country (GBC)

2002
- Star Fox Adventures (GCN)

2004
- It's Mr. Pants (GBA) (tillagda ljudeffekter)

2005
- Donkey Kong Country 3 (GBA)

2007
- Diddy Kong Racing DS (DS)

2008
- Viva Piñata: Pocket Paradise (DS)
- War World (Xbox 360)

2014
- Donkey Kong Country: Tropical Freeze (Wii U) (med flera andra)

2016
- Yooka-Laylee (med Grant Kirkhope och Steve Burke)

### Fotnoter
1. ↑  Baserat på information från Find My Past UK.
2. ↑  Rare: Scribes (December 21, 2005) at Internet Archive
"Robin did Funky's Fugue, Eveline did Simian Segue, Candy's Love Song, Voices of the Temple, Forest Frenzy, Tree Top Rock, Northern Hemispheres and Ice Cave Chant, and the rest was the doing of Mr. Wise."
3. ↑  Rare: Scribes (February 9, 2006) at Internet Archive
"…everything is by Eveline except for Dixie Beat, Crazy Calypso, Wrinkly's Save Cave, Get Fit A-Go-Go, Wrinkly 64, Brothers Bear and Bonus Time (along with Bonus Win and Bonus Lose), which were by Dave."